# FIFA 17
 (juin 2017).
Si vous disposez d'ouvrages ou d'articles de référence ou si vous connaissez des sites web de qualité traitant du thème abordé ici, merci de compléter l'article en donnant les références utiles à sa vérifiabilité et en les liant à la section « Notes et références ».
FIFA 17 est un jeu vidéo de football développé par EA Canada et édité par Electronic Arts, sorti le 29 septembre 2016 sur PC, PlayStation 3, PlayStation 4, Xbox 360 et Xbox One. C'est le 23e jeu de la franchise FIFA Football et le successeur de FIFA 16.

## Système de jeu

### Nouveautés
Comme chaque année, FIFA comprend son lot de nouveautés, certaines ayant un impact sur le système de jeu, notamment l'ajout de nouveaux dribbles, gestes techniques ainsi que de nouveau mécanismes de passes ou tirs.

### ModeL'Aventure
À l'image de la série de jeux NBA 2K des développeurs Visual Concepts, FIFA 17 propose pour la première fois un mode scénario. Basé sur le gameplay du mode Deviens Pro, "L'Aventure" (The Journey en VO) propose de vivre l'histoire d'Alex Hunter (interprété par l'acteur anglais Adetomiwa Edun), un jeune joueur de 17 ans, originaire de Clapham, dans la banlieue de Londres, prometteur de Premier League, qui cherche à évoluer dans les clubs du championnat anglais et qui est promu à un grand avenir. Ce nouveau mode propose aux joueurs de contrôler Alex Hunter en match mais également en dehors, grâce aux décisions prises tout au long de sa vie de joueur et qui influeront la carrière de celui-ci grâce à un système de questions à choix multiples lors de discussions où d'interview. De plus, l'intégralité des entraîneurs de Premier League ont été modélisés pour donner plus de réalisme lors de l'aventure. Le mode Aventure est disponible sur Xbox One, PlayStation 4 et PC.

### Mode Carrière
Le mode Carrière de FIFA 17 a été amélioré et est ainsi plus complet. Les nouveautés par rapport au précédent opus permettent de disputer la J-League japonaise, de crier vos consignes sur le bord du terrain, ou encore de gérer l'aspect financier du club. De nouveaux objectifs, en fonction des priorités des dirigeants, ont également été ajoutés : chaque équipe dispose d'une identité unique qui détermine les objectifs que vous devrez atteindre à court et à long terme pour la réussite de votre club. 5 catégories : Succès national, Succès continental, rayonnement de la marque, finances et centre de formation. Pour assurer la promotion des jeunes, il faudra faire connaître le club en Asie ou recruter des stars internationales. Le système financier réaliste et repensé avec différentes sources de revenus et de dépenses : la Valeur club.

### Clubs Pro
Les Clubs Pro dans FIFA 17 sur PC, Xbox One et PlayStation 4 disposent d'un tout nouveau système de progression des joueurs. FIFA 17 propose une personnalisation du club pro avec pas moins de 24 nouveaux maillots et de l'écusson personnel.

## Jaquette
Marco Reus, joueur du Borussia Dortmund figure sur la jaquette internationale de FIFA 17. Comme l'année dernière, les utilisateurs ont voté pour la jaquette du jeu pour départager les quatre ambassadeurs de FIFA 17 : James Rodríguez du Real Madrid, Anthony Martial de Manchester United, Eden Hazard de Chelsea Football Club et Marco Reus du Borussia Dortmund. Plus de 3,1 millions de votes ont été enregistrés.

## Développement
Depuis FIFA 14, le moteur graphique Ignite Engine était utilisé, mais le moteur Frostbite Engine 3 est utilisé pour FIFA 17. Le moteur graphique du développeur DICE est notamment utilisé pour les jeux Need for Speed, Battlefield 1 ou encore Star Wars: Battlefront.

## Bande-son
Alors que Hervé Mathoux et Franck Sauzée était le duo de commentateurs depuis FIFA 08. EA Sports a annoncé dans une vidéo que Pierre Ménès remplacera Franck Sauzée pour FIFA 17.
La bande-son du jeu se composent de morceaux de : Madeon, Beck, Kasabian, Two Door Cinema Club, ou encore Major Lazer, Bishop Briggs, Ceci Bastida feat. Aloe Blacc, Sofi Tukker, Souls, Systema Solar, Barns Courtney, Huntar, Kygo, Bastille, Phantogram, Declan McKenna, Zhu, Glass Animals, Bob Moses, Skott, Capital Cities, Paper Route (en), Atticus Ross ainsi que Saint Motel. C'est au total 50 morceaux de 15 pays différents avec plus d'une vingtaine d'artistes.